# Łukasz Tischner
Łukasz Sebastian Tischner (ur. 1968) – polski literaturoznawca, dr hab. nauk humanistycznych, profesor uczelni Katedry Historii Literatury Polskiej XX Wieku Wydziału Polonistyki Uniwersytetu Jagiellońskiego.

## Życiorys
Łukasz Tischner ukończył filologię polską na Uniwersytecie Jagiellońskim, dodatkowo studiował filozofię. 5 stycznia 1999 obronił pracę doktorską Miłosza księgi niewinności i księgi doświadczenia. Problem zła na Wydziale Polonistyki UJ. 9 kwietnia 2014 habilitował się na podstawie pracy zatytułowanej Gombrowicza milczenie o Bogu. Jest profesorem uczelni Katedry Historii Literatury Polskiej XX Wieku   Wydziału Polonistyki Uniwersytetu Jagiellońskiego.
W latach 1994–2010 był redaktorem miesięcznika „Znak". W swych badaniach zajmuje się związkami literatury z filozofią i religią. Pozostaje wierny pisarzom – Miłoszowi i Gombrowiczowi. Zajmuje się również tłumaczeniami oraz działalnością publicystyczną (m.in jako krytyk jazzowy). 